# Semaeopus perletaria
Semaeopus perletaria là một loài bướm đêm trong họ Geometridae.